# Edward Liddie
Edward Liddie   (Union City, 21 de juliol de 1959) és un judoka estatunidenc, ja retirat, guanyador d'una medalla olímpica.
El 1984 va prendre part en els Jocs Olímpics d'Estiu de Los Angeles, on guanyà la medalla de bronze en la competició del pes extra lleuger del programa de judo. En el seu palmarès també destaquen dues medalles en els Jocs Panamericans de plata el 1979 i de bronze el 1991.
Es va graduar al Cumberland College l'any 1983. Exerceix d'entrenador al Centre d'entrenament olímpic dels Estats Units, a Colorado Springs, Colorado on ha entrenat a alguns judokes olímpics, com Taraje Williams-Murray.